# Marie Mesmeur
Marie Mesmeur, née le 12 août 1994 à Landerneau, est une femme politique française.
Membre de la France insoumise, elle est élue députée de la 1re circonscription d'Ille-et-Vilaine lors des élections législatives anticipées de 2024.

## Situation personnelle

### Enfance et formation
Originaire du village de Saint-Divy dans le Finistère, fille d’infirmière à l’hôpital public, elle étudie à Brest pour obtenir un diplôme d'éducatrice spécialisée en juin 2017, avant de poursuivre par un master en sociologie,. À 28 ans, elle commence une thèse de doctorat en sociologie, spécialisée sur la protection de l’enfance, auprès de la Direction Enfance et Famille du conseil départemental du Finistère.

## Syndicalisme étudiant
En 2018, elle fonde le syndicat étudiant Une Alternative pour l'UBO à l'université de Bretagne-Occidentale ; à Brest elle participe en 2022 à la création de l'Union Pirate finistérienne, syndicat issu d'une scission de l'Alternative UBO. 
En 2019, Une Alternative pour l'UBO fait partie des organisations fondatrices de L'Alternative (aujourd'hui l'Union étudiante). Marie Mesmeur est secrétaire nationale de cette organisation de 2019 à 2022,.

## Parcours politique

### Premiers engagements
Elle débute son engagement politique au Mouvement des Jeunes socialistes du Finistère, dont elle est la trésorière en 2016.

### Candidate suppléante aux législatives de 2022 dans le Finistère
Elle est membre du Parlement de l’Union populaire, lancé par La France insoumise pendant la campagne présidentielle de 2022.
Elle est la suppléante du candidat de La France insoumise Pierre-Yves Cadalen dans la 2e circonscription du Finistère lors des élections législatives de 2022 mais celui-ci est battu au second tour par Jean-Charles Larsonneur, député sortant macroniste entré en dissidence.

### Candidate aux européennes de 2024
Lors des élections européennes du 9 juin 2024, elle est candidate en 17e position sur la liste de la France insoumise conduite par Manon Aubry.

### Députée d'Ille-et-Vilaine depuis 2024
En juin 2024, elle est candidate aux élections législatives dans la 1re circonscription d'Ille-et-Vilaine, avec l'investiture du Nouveau Front populaire, succédant au député sortant insoumis Frédéric Mathieu, qui dénonce un « parachutage » et une mise à l'écart. Ce dernier annonce maintenir sa candidature sous l'étiquette du Parti de gauche mais il se retire quelques jours plus tard.
Au premier tour, elle obtient plus de 42 % des suffrages devant Nicolas Boucher pour la coalition Ensemble pour la République et le Mouvement démocrate et Jeanne Rey du Boissieu pour le Rassemblement national. Au second tour, à l'issue d'une triangulaire, elle est élue députée en recueillant 45,66 % des voix contre 36,57 % pour le candidat MoDem et 17,78 % pour la candidate RN,.

#### Déclaration supposément antisémite
En novembre 2024, elle créé la polémique en déclarant, suite aux affrontements ayant impliqué à Amsterdam des supporters israéliens : « Ces gens-là n’ont pas été lynchés parce qu’ils étaient juifs, mais bien parce qu’ils étaient racistes et qu’ils soutenaient un génocide. ». Ses propos sont vus comme une négation du caractère antisémite de ces violences. Le ministre de l’Intérieur Bruno Retailleau signale ces propos à la procureure de Paris pour « apologie de crime ». La députée assure dans un communiqué ne pas légitimer les violences,.

## Détails des fonctions et des mandats
- Depuis le 8 juillet 2024 : députée de la première circonscription d'Ille-et-Vilaine

## Synthèse des résultats électoraux

### Élections législatives
| Année | Parti | Parti | Circonscription       | 1er tour | 1er tour | 1er tour | 2d tour | 2d tour | 2d tour |
| Année | Parti | Parti | Circonscription       | Voix     | %        | Rang     | Voix    | %       | Issue   |
| ----- | ----- | ----- | --------------------- | -------- | -------- | -------- | ------- | ------- | ------- |
| 2024  |       | LFI   | 1re d'Ille-et-Vilaine | 28 467   | 42,31    | 1er      | 30 190  | 45,66   | Élue    |